# Danièle Delorme
Danièle Delorme, född Gabrielle Danièle Marguerite Andrée Girard 9 oktober 1926 i Levallois-Perret, Île-de-France, död 17 oktober 2015 i Paris, var en fransk skådespelerska.

## Roller i urval
- 1947 – Över alla gränser
- 1950 – Den syndfulla leken
- 1950 – Hittegods
- 1951 – Ensam flicka i Paris
- 1953 – Om Versailles kunde berätta
- 1955 – Någon måste dömas
- 1958 – Samhällets olycksbarn
- 1962 – Cléo från 5 till 7
- 1970 – Gangstern
- 1976 – Åh... dessa karlar!